# イタリア文化会館

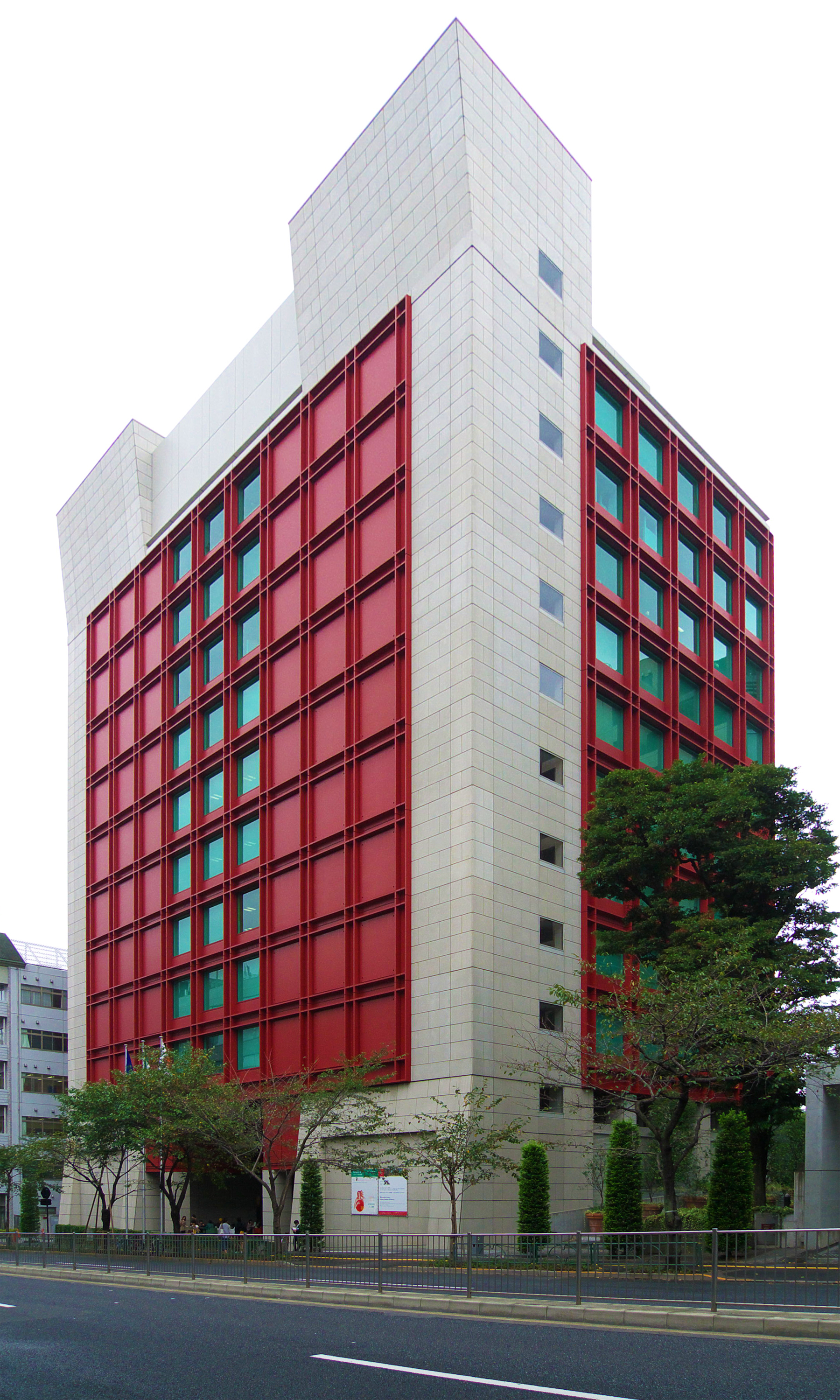
イタリア文化会館(東京都千代田区・)

イタリア文化会館（イタリアぶんかかいかん、伊：Istituto Italiano di Cultura、略称IIC）はイタリア外務省の機関である。イタリア文化の普及と他国との文化交流を目的とし、世界90カ所で活動している。日本では東京の九段下および大阪の中之島に拠点を置いている。
ここでは日本のイタリア文化会館について説明する。

## 概要
三井家（三井財閥）の三井高陽がイタリア政府に東京都千代田区三番町(現九段南二丁目)の所有地を寄贈し、日独伊三国同盟が結ばれていた1941年（昭和16年）に開設された。
しかし1943年に第二次世界大戦においてイタリアが連合国に降伏し、同盟関係が解消されたために活動の中断を余儀なくされた。さらに建物も1945年3月の東京大空襲によって焼失した。
1959年（昭和34年）に活動を再開し、翌年には新たにホールが建設された。その後建物の老朽化が進んだため新築することになり、2005年（平成17年）に現在のビルが完成。地上12階建のうち文化会館が使用しているのは5フロアで、他は貸しオフィスとなっている。かつて西武百貨店（現そごう・西武）が本社事務所を置いていたことがある。
1978年（昭和53年）、京都市中京区三条町に「イタリア文化会館 京都」が開館。2010年（平成22年）に京都から大阪・中之島の朝日新聞大阪本社ビル内に移転し、同時に「イタリア文化会館 大阪」と改称した。横浜にも「イタリア文化会館 横浜校」としてイタリア語学校を置いている。

## 所在地
- 東京都千代田区九段南2-1-30
- 大阪市北区中之島3-2-4 朝日新聞ビル6F
- 横浜市中区山手町258

## 活動
- ホールでの催し（コンサート、映画、講演、展覧会など）
- イタリア語講座
- イタリア専門図書室
- イタリア留学生への奨学金制度
- フォスコ・マライーニ賞：イタリア文化に関する日本語刊行物が対象 。(かつて主催していたマルコ・ポーロ賞を継承した)
- 須賀敦子翻訳賞：イタリア語の著作を日本語訳した翻訳書が対象。(かつて主催していたピーコ・デッラ・ミランドラ賞を継承した)

## 景観問題
2005年（平成17年）に竣工したイタリア文化会館ビルは、イタリア人建築家ガエ・アウレンティの設計による地下2階・地上12階建。ビルの壁一面が赤色で塗装されているため、建築当時、皇居周辺の景観を破壊するとして議論を呼んだ。

## イタリア文化会館ビルの主な入居者
- 5F - 株式会社角川春樹事務所 本社

### 過去の入居者
- 株式会社ミレニアムリテイリング 本社
  - 株式会社西武百貨店 本社
- 株式会社メディカルトリビューン 本社